# Rise of the Tyrant
Rise of the Tyrant este al șaptelea album al trupei suedeze de death metal melodic Arch Enemy și cel de-al patrulea cu vocalista Angela Gossow. Albumul a fost produs de Fredrik Nordström și Michael Amott, și a fost lansat pe 24 septembrie 2007.
Site-ul The Metal Observer a acordat albumului nota 8,5/10.
Vocalista Angela Gossow scrie pe site-ul oficial al trupei: „Pe ultimul album am experimentat puțin cu dublarea liniei vocale, lucru care cred acum că a răpit puțin din personalitatea și agresivitatea vocii. Așa că de data asta e clasic, o singură pistă vocală, fără zorzoane, fără efecte speciale”.
Chitaristul Michael Amott descrie albumul astfel: „...albumul suprem Arch Enemy!!! Pentru mine, albumul acesta sună ca o combinație perfectă de melodicitate și brutalitate. Albumul ăsta e o declarație unitară și cinstită a trupei — este metal pur la apogeul absolut, este calea Arch Enemy! Producătorul Fredrik Nordström a realizat o mixare ucigătoare pe album — sunetul e puternic și intens!”
„Rise of the Tyrant” a debutat pe poziția 84 în Topul 200 Billboard, vânzându-se în prima săptămână în Statele Unite în 8.900 de copii, cu 25 % mai puțin decât vânzările precedentului Doomsday Machine, de aproximativ 12.000 de copii.

## Ediția limitată

Coperta ediţiei limitate

Este disponibilă și o ediție limitată a albumului, care include un DVD bonus de 3", pe care sunt imprimate două piese în concert și un documentar despre turneul trupei în America de Sud.

## Lista pieselor de pe album
1. „Blood on Your Hands” – 4:41
2. „The Last Enemy” – 4:15
3. „I Will Live Again” – 3:32
4. „In This Shallow Grave” – 4:54
5. „Revolution Begins” – 4:11
6. „Rise of the Tyrant” – 4:33
7. „The Day You Died” –4:52
8. „Intermezzo Liberté”  – 2:51
9. „Night Falls Fast”  – 3:18
10. „The Great Darkness” – 4:46
11. „Vultures” – 6:35
12. „The Oath” (preluare Kiss) – 4:16 (bonus track pe ediția japoneză)

## DVD Bonus
South American Doomsday 2007:
1. „I Am Legend / Out for Blood (live)” – 5:25
2. „Diva Satanica (live)” – 4:29
3. „Arch Enemy - South American Tour” − 16:07 (include filmări din culisele scenei, întâlniri cu fanii, etc.)

## Componența trupei
- Angela Gossow − Voce
- Michael Amott − Chitară
- Christopher Amott − Chitară
- Sharlee D'Angelo − Bas
- Daniel Erlandsson − Tobe

## Data lansării
| Regiune        | Dată               | Casă de discuri       | Format |
| -------------- | ------------------ | --------------------- | ------ |
| Marea Britanie | 24 septembrie 2007 | Century Media Records | CD     |
| Statele Unite  | 25 septembrie 2007 | Century Media Records | CD     |

## Versuri
Angela Gossow scrie pe pagina oficială Arch Enemy: „Am depus mult efort și emoție în versuri, unele chiar m-au făcut să plâng, majoritatea m-au făcut foarte, foarte furioasă. Ele povestesc despre durerea și pierderile pe care ni le cauzăm unii altora. Pentru a contrabalansa aceste teme mohorâte, am scris și niste versuri în maniera 'We Will Rise' — genul de piese bătăioase! În lume nu există doar suferință și nedreptate, există și speranță, dragoste și prietenie”.
- Darklyrics - Versuri „Rise of the Tyrant”

## Trivia
- Discursul de la începutul piesei „Rise of the Tyrant” este preluat din filmul Caligula, din 1979:
Caligula: Exist încă din zorii lumii și voi exista până când ultima stea se va stinge în noapte. Deși am luat forma lui Gaius Caligula, sunt toți oamenii împreună și, în același timp, nu sunt om, deci sunt... un Zeu. Aștept decizia unanimă a Senatului, Claudius.
Claudius: Toți cei care vor să spună Ave, să spună Ave.
Senatorii: Ave... Ave!
Senatorii: Ave! Ave! Ave!...
Străjer: Acum e zeu...;
- Piesa „The Day You Died” a fost inspirată de filmul anime japonez „Grave of the Fireflies”[6]. În revista „Revolver Magazine”, numărul din noiembrie 2007, Angela îl numește ca fiind unul din favoritele ei;[7]
- Pentru piesele „Revolution Begins” și „I Will Live Again” s-a filmat câte un videoclip (ambele regizate de Patric Ullaeus);
- Piesa „Wings of Tomorrow” a fost înregistrată tot în timpul sesiunii pentru „Rise of the Tyrant”, însă nu a fost difuzată sau comercializată până în prezent;
- Titlul albumului este și titlul unui film din episodul „P.R. Pickles” al seriei Metalocalypse. Titlul apare pe un afiș din fața unui cinematograf, pe care scrie:  "Acum rulează „Rise of the Tyrant”";[8]
- Deși nu sunt vizibile decât cuvintele „Beneath” și „Immortal Soul”, textul integral din partea superioară a copertei albumului este „Beneath the burning cross my immortal soul” („Sub crucea în flăcări, sufletul meu nemuritor”). Acesta este adaptarea unui vers de pe cea de-a doua piesă a albumului, „The Last Enemy”:
Funeral silence beneath the burning cross
My immortal soul sleeps with the wolves tonight